# Museo Norton Simon

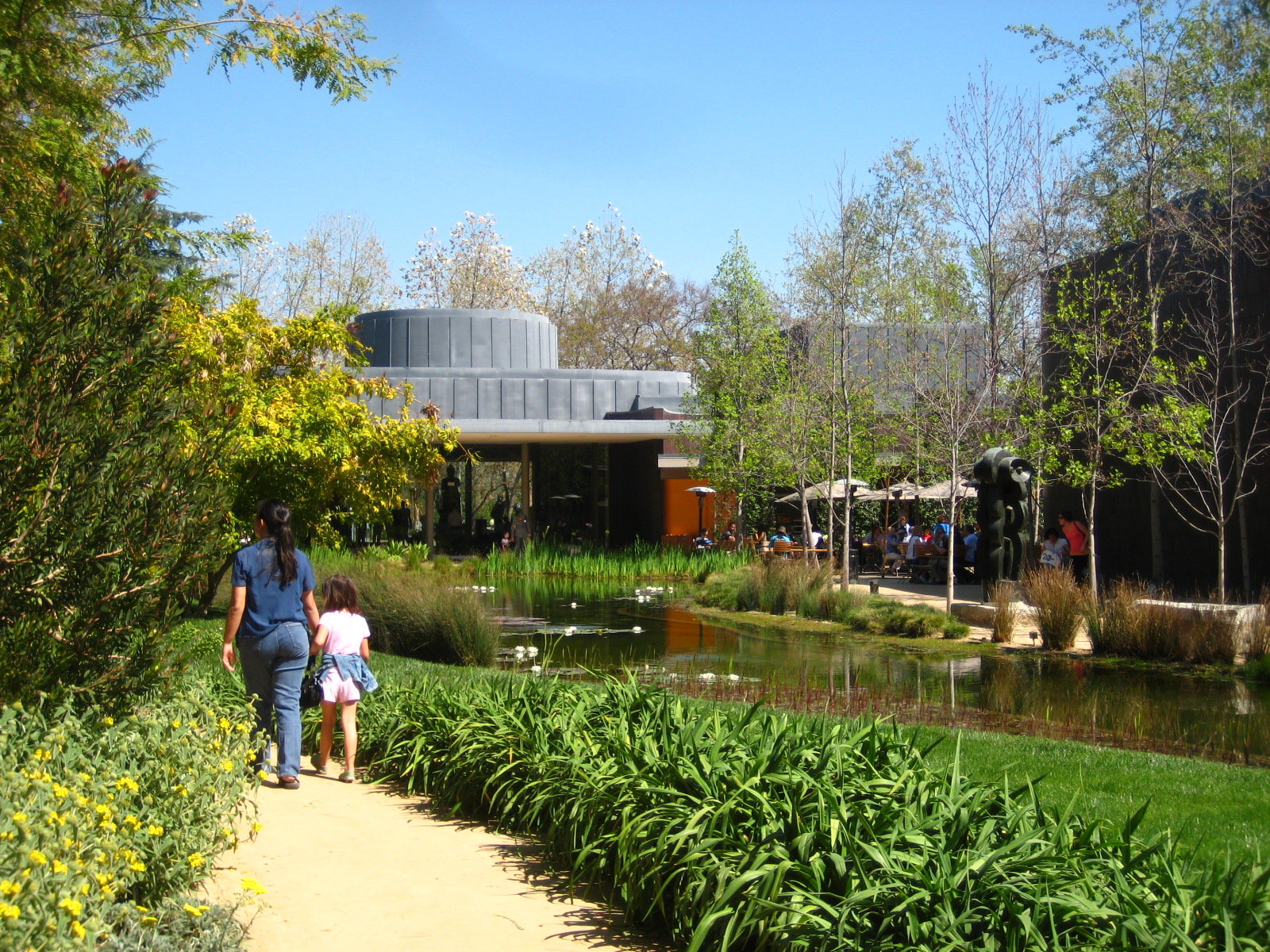
Exterior del museo

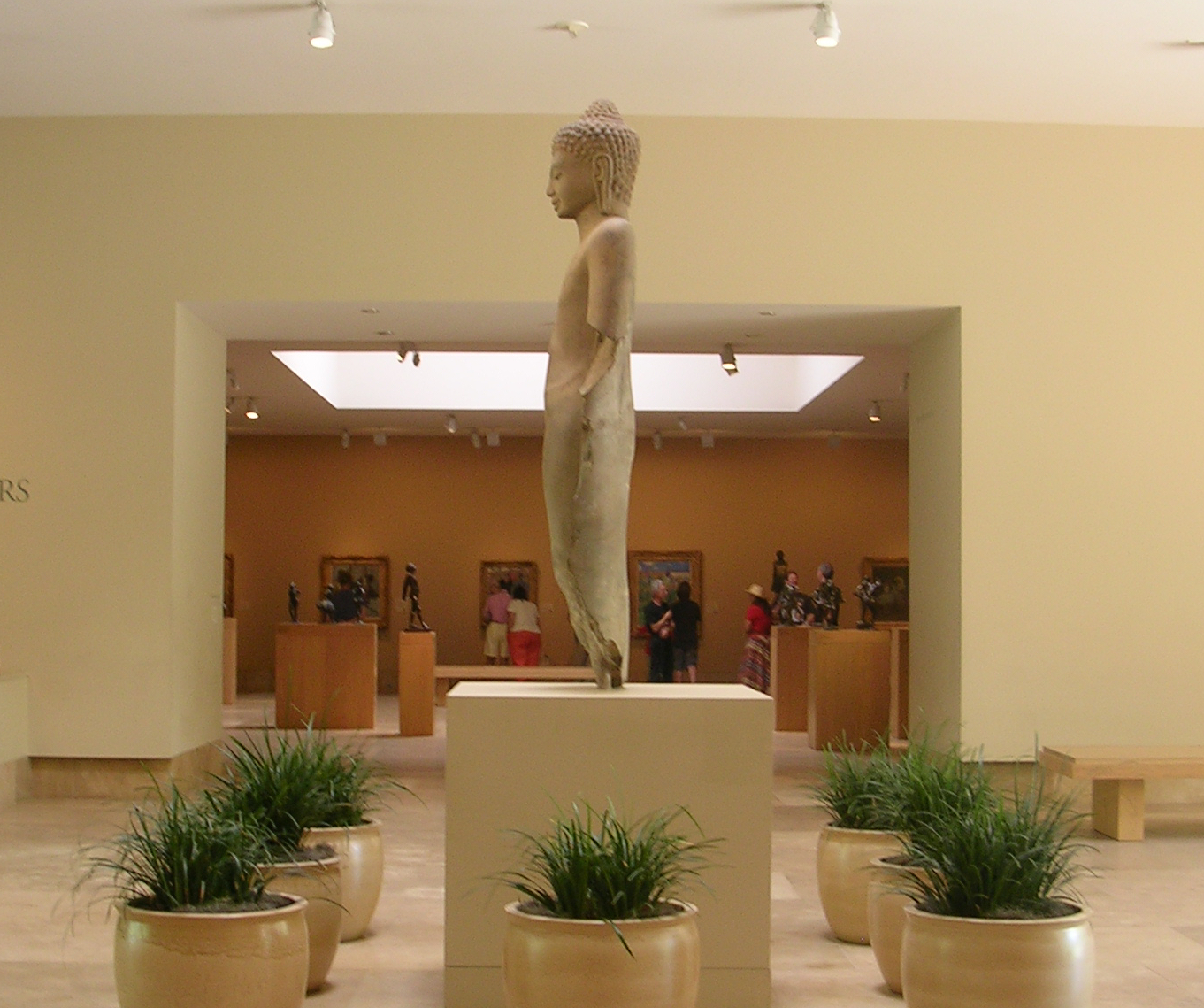
Vestíbulo del museo, presidido por una estatua asiática; al fondo, una de las salas.

El Museo Norton Simon (en inglés, Norton Simon Museum) es uno de los museos de patrocinio privado más destacados de los Estados Unidos. Se halla en la localidad de Pasadena, en el estado de California, y debe su nombre a su más importante benefactor: el magnate Norton Simon (Portland, 1907 - Beverly Hills, 1993), quien fue propietario de diversas empresas multinacionales, como Max Factor (cosmética) y Avis (coches de alquiler), un personaje conocido en el mundo de la farándula por su matrimonio con la actriz ganadora del premio Óscar Jennifer Jones. 

## Historia
El actual museo surgió como tal en 1974, tomando como base otra institución pública anterior: el Pasadena Art Institute, fundado en 1922 y convertido en museo en 1954. Este centro, especializado en arte contemporáneo, había entrado en crisis económica a principios de la década de 1970 por gastos excesivos, causados por la construcción de una nueva sede y el montaje de exposiciones muy costosas, y Norton Simon aseguró su continuidad. A cambio, el museo destinó el 75% de sus salas a exhibir la colección privada del magnate y posteriormente cambió de nombre en su honor.
El apoyo de Norton Simon fue sustancial para el museo tal como se conoce hoy: él aportó dinero y además prestó su colección privada, con más de 4.000 piezas que permitieron ampliar cronológicamente el repertorio visible, cubriendo tanto la pintura de los viejos maestros europeos como el arte asiático. El fallecimiento de Simon en 1993 no trastocó la actividad de la institución ya que su colección privada, gestionada por una fundación, quedó integrada en el museo mediante un acuerdo que sigue vigente hasta el año 2050. La viuda del magnate, Jennifer Jones, permaneció (hasta su reciente fallecimiento) como miembro del patronato que gestiona el museo, y gracias a sus contactos en Hollywood atrajo como patronos a figuras del cine y el espectáculo como Gregory Peck, Billy Wilder, Cary Grant y Candice Bergen, quien llegó a protagonizar un reportaje publicitario para promocionar este centro cultural.
En 1995, fallecido ya Norton Simon, el hoy famoso arquitecto Frank Gehry dirigió los trabajos de modernización en el museo, con 5 millones de dólares de presupuesto, cuya principal aportación fue una zona diferenciada para la exhibición del arte asiático. 
Especializado en pintura antigua y arte oriental, este museo posee ejemplos ilustres de la pintura europea desde el siglo XV hasta Picasso, así como arte estadounidense.

## Colecciones: de Botticelli a Warhol

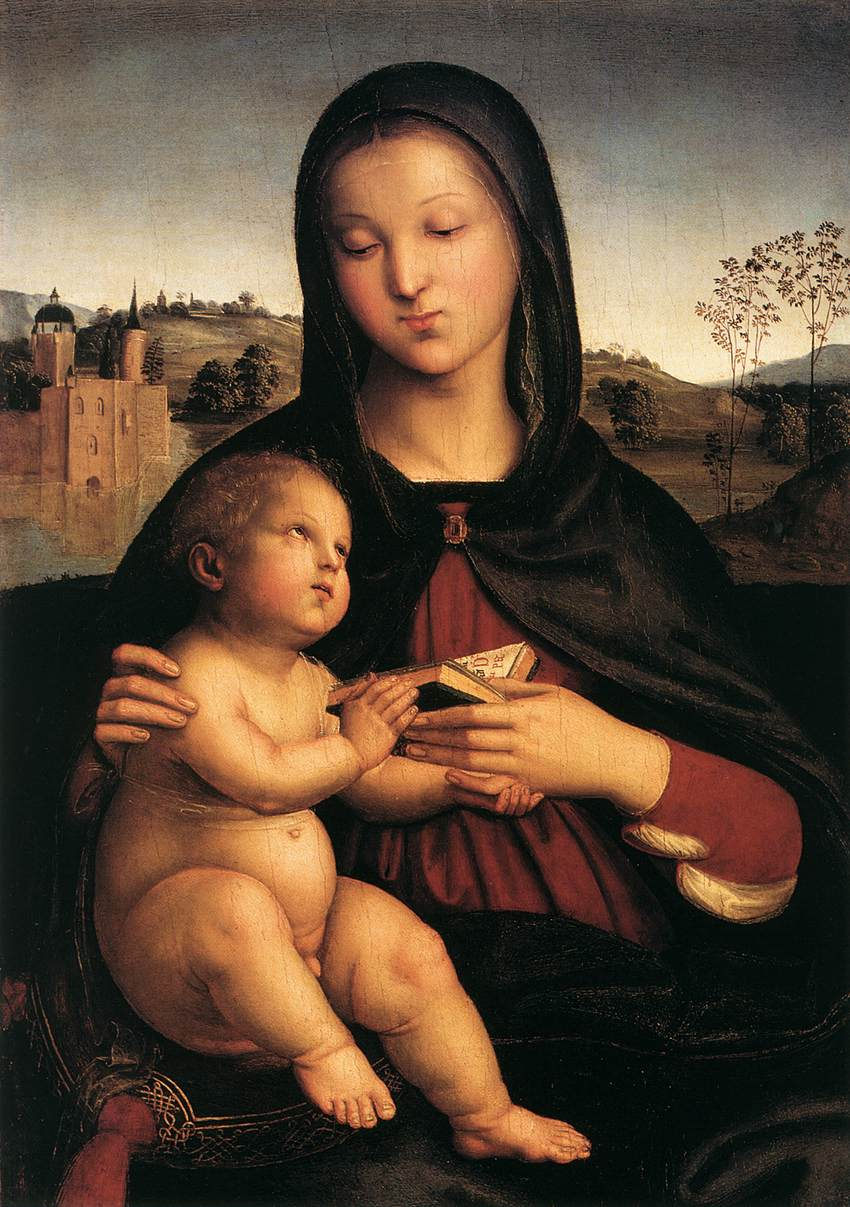
La Virgen con el Niño, cuadro juvenil de Rafael.

El fondo del Renacimiento italiano incluye como joya una Madonna de Rafael, junto con un valioso políptico de Guariento di Arpo y ejemplos de Paolo Veneziano, Giovanni di Paolo, Filippino Lippi, Vincenzo Catena, Palma el Viejo, Giovanni Bellini (Retrato de Jörg Fugger), Pietro Lorenzetti, Botticelli, Bernardino Luini (más de cinco pinturas), Moroni, una importante obra juvenil de Jacopo Bassano (La huida a Egipto) y un Retrato de cortesana atribuido con dudas a Giorgione. Dentro de los siglos XV y XVI, hay ejemplos de otros países europeos, de autores como Dieric Bouts (La Resurrección), Hans Memling, Gerard David y los alemanes Lucas Cranach el Viejo (la pareja de tablas Adán y Eva) y Georg Pencz.

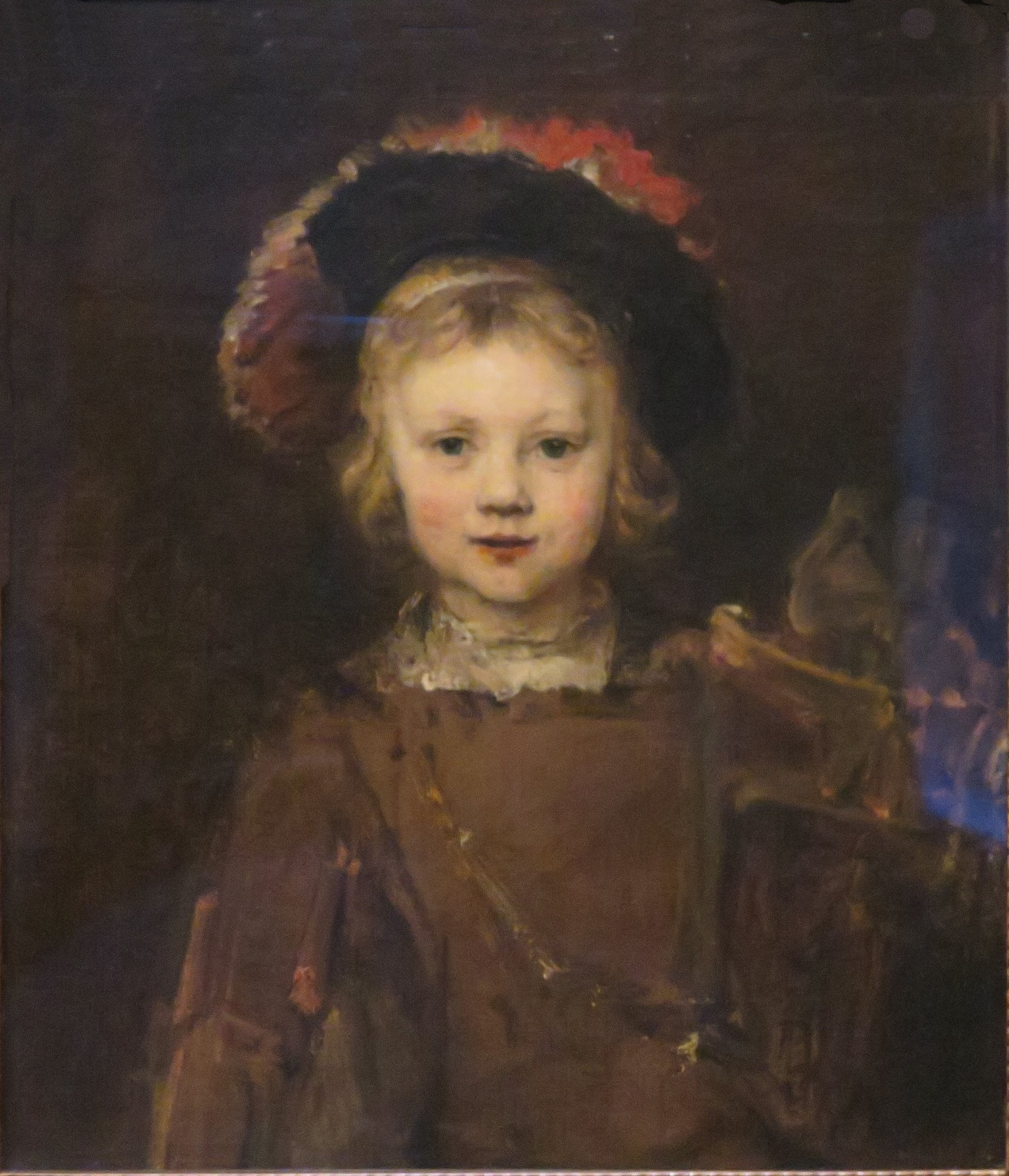
Una obra de Rembrandt: Retrato de un niño, identificado con dudas como Titus, el hijo del pintor.

El barroco del siglo XVII y el rococó del siglo XVIII cuentan también con amplia presencia. Rembrandt goza de especial protagonismo, con tres pinturas y más de 300 grabados. Los tres óleos son retratos: Caballero con barba y sombrero ancho (1633), un importante Autorretrato (h. 1636-38) y un Retrato de niño (h. 1655-60), de identidad discutida y que tradicionalmente se identifica como Titus, hijo del pintor. El repertorio holandés suma además a Frans Hals, Jan Lievens, Jacob van Ruisdael, Isaak van Ostade, Aelbert Cuyp, Karel Dujardin, Gabriel Metsu, Nicolaes Maes, Jan Steen y otros.
Hay cuatro obras de Rubens, entre ellas el lienzo bíblico Las tres mujeres ante el sepulcro, un Retrato de Luis XIII de Francia y una versión del Retrato de Isabel Clara Eugenia con hábito de clarisa (efigie que Paulus Pontius difundió en grabado), y otras de maestros franceses e italianos como Guido Reni, Orazio Borgianni, Guercino, Gioacchino Assereto, Guido Cagnacci, y Claudio de Lorena. 
Mención aparte merece Zurbarán, con su famoso Bodegón con cesta de naranjas, hito del arte español. Hay más ejemplos de pintura española: un San Juan Bautista de Pedro Fernández de Murcia, José de Ribera cuenta con un raro ejemplo de su etapa juvenil, que era mal conocida hasta fecha reciente (El sentido del Tacto), Murillo está presente con El nacimiento de san Juan Bautista, y de El Greco hay un Retrato de hombre viejo con pieles, a quien algunos identifican como Manusso, hermano del pintor. 
Como dato curioso, decir que el Museo Norton Simon posee un cuadro importante de Poussin en copropiedad con el Museo Getty (Getty Center) de Los Ángeles, que se suele exponer alternativamente en ambas instituciones.
El siglo XVIII incluye a Chardin (tres bodegones), Watteau, Fragonard (varias pinturas y más de treinta dibujos), Maurice Quentin de La Tour, Jean-Baptiste Oudry, Canaletto, Pietro Longhi, y ya dentro del neoclasicismo, Ingres. El español Goya cuenta con una rica representación, con más de 1.400 grabados, un papel con dibujos por ambas caras, y tres pinturas: un curioso San Jerónimo, el Retrato de Francisca Vicenta Chollet y Caballero (1806), que perteneció a Manuel López Cepero, y un pequeño retrato en miniatura (cobre circular) de Martín Mariano de Goicoechea, cuñado de Javier Goya, el hijo del pintor. 
El siglo XIX brilla con especial riqueza en el museo, con obras de Corot, Courbet, Manet, Alfred Sisley, Berthe Morisot, Seurat, Van Gogh, Gauguin, Toulouse-Lautrec y un rico muestrario de Degas, con más de un centenar de piezas, entre pinturas, esculturas, y obra sobre papel (pasteles, grabados). Llama la atención la presencia del simbolista Puvis de Chavannes, muy criticado en vida pero que fue idolatrado por los Nabis y Picasso.

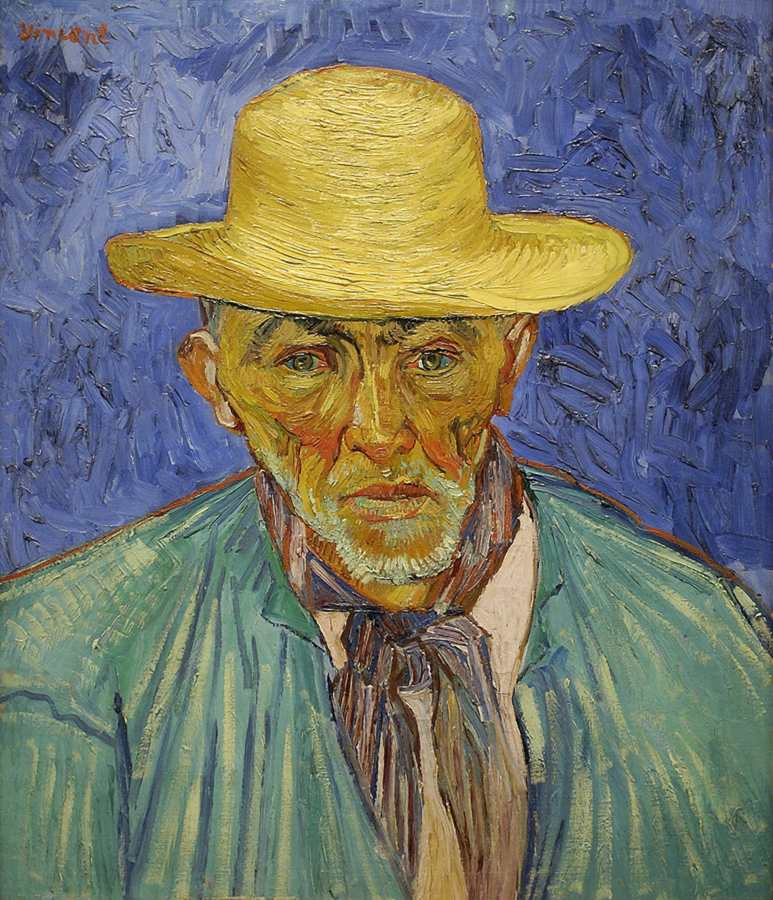
Retrato de campesino, de Van Gogh.

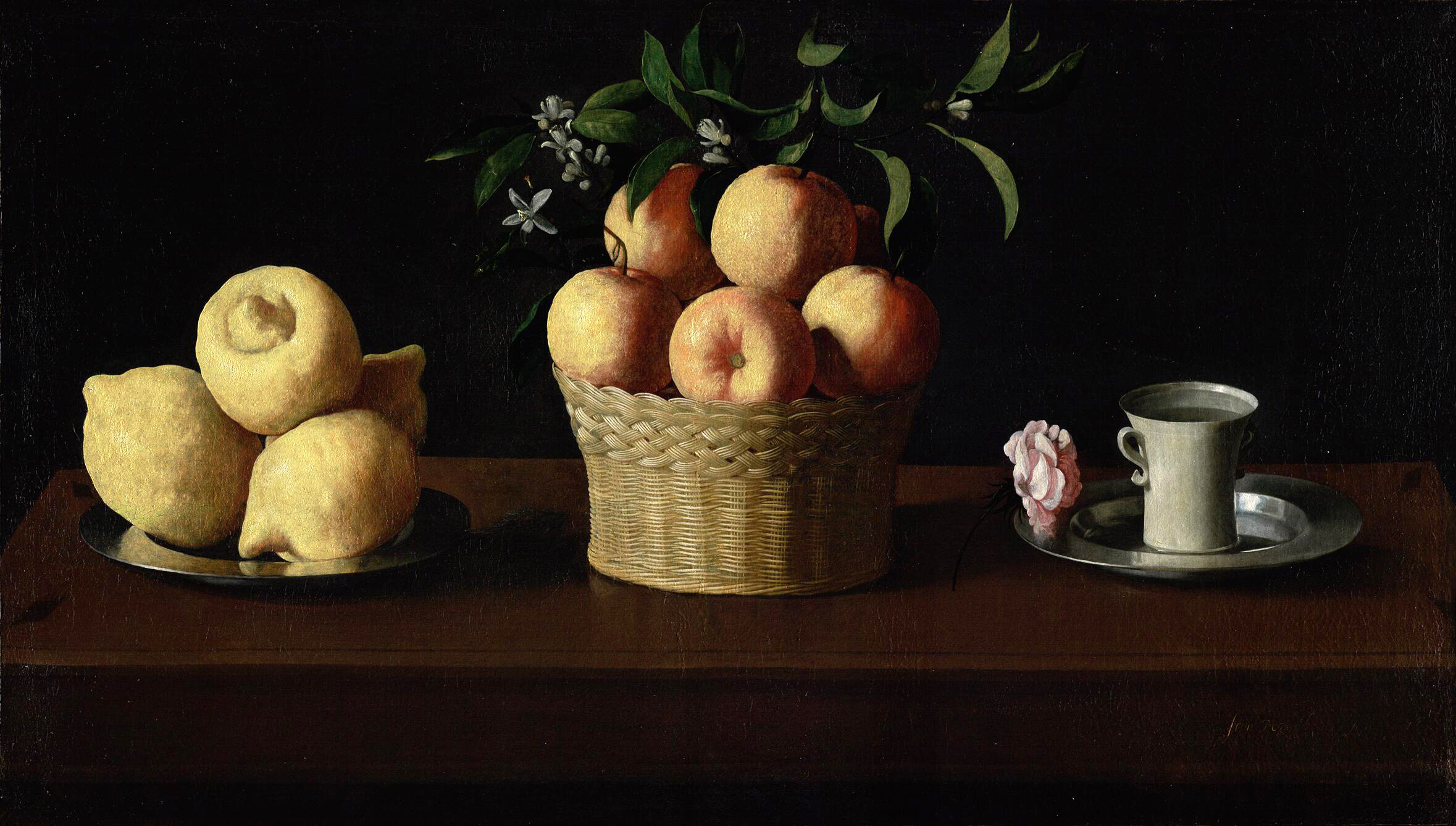
Bodegón con naranjas, de Zurbarán.

Al contrario que otros museos de origen particular, el Norton Simon no se cierra al siglo XX; ello se debe a que el actual museo se basó en otro específicamente dedicado al arte contemporáneo. Por ello, conviven en sus colecciones las obras aportadas por su principal benefactor, y las existentes previamente. Se incluye a maestros habituales en museos norteamericanos (Kandinsky, Matisse, Modigliani y Paul Klee, por ejemplo) junto a otros más minoritarios, como Brancusi, Alexander Calder, expresionistas alemanes como Otto Dix y Ernst Ludwig Kirchner, así como pop art (Warhol, Roy Lichtenstein) y pintura abstracta. El repertorio de Picasso es especialmente selecto, con ejemplos desde el cubismo hasta su producción tardía. Joya clave de la colección es La vendedora de flores de Diego Rivera, donación de Cary Grant en 1980 .